# Mars Reconnaissance Orbiter

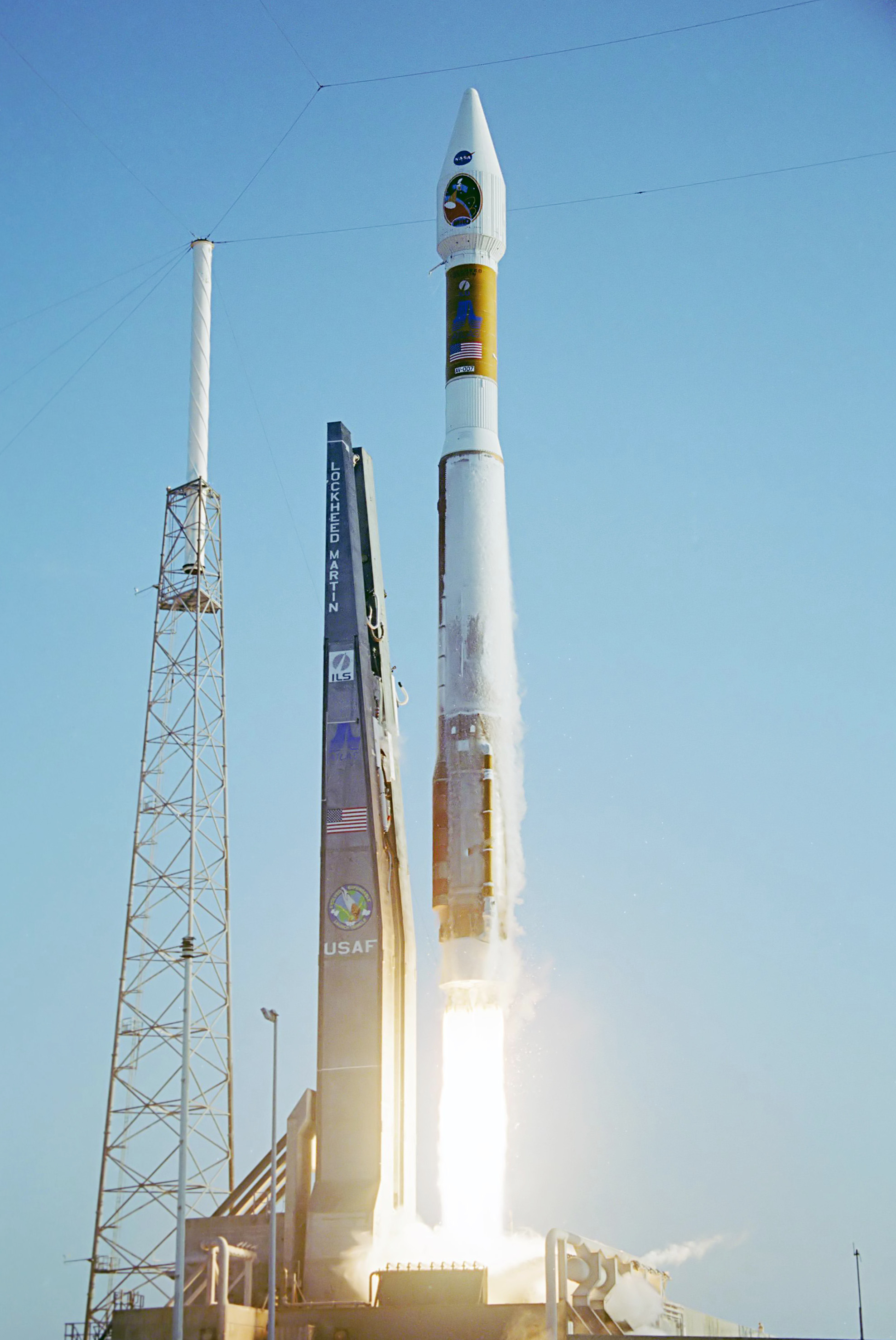
Lancering van de Atlas V met de Mars Reconnaissance Orbiter op 12 augustus 2005

De Mars Reconnaissance Orbiter is een ruimtesonde van de NASA die het oppervlak van Mars gedetailleerd in kaart brengt. De sonde is uitgerust met de meest krachtige fotocamera's die ooit gebruikt zijn voor een ruimtesonde. De sonde dient verder als communicatiesatelliet voor nieuwe missies op het oppervlak van Mars.

## Achtergrond
Water is de sleutel tot het antwoord van minimaal vier van de meest prangende vragen over Mars: Is er leven op Mars geweest? Is Mars geschikt voor menselijke buitenposten? Kan Mars ons interessante informatie geven over klimaatverandering? Delen de aarde en Mars dezelfde geologische processen?
Omdat water een voorwaarde is voor leven, een mogelijke hulpbron voor menselijke verkenner en een speler is in klimaat en geologie heeft NASA vanwege deze sleutelrol de laatste jaren een "volg het water"-strategie toegepast. De Mars Reconnaissance Orbiter zal het water verder volgen.
De Mars Reconnaissance Orbiter heeft drie wetenschappelijke doelen:
- Onze kennis van het klimaat op Mars verbeteren en bepalen in welke mate water daar een rol in speelt.
- Locaties identificeren waar effecten van vloeibaar water te zien zijn die omstandigheden scheppen waar biologische activiteit mogelijk moet zijn.
- Gebieden identificeren en karakteriseren die interessant voor toekomstige Marslandingen zijn.

Om dit te bewerkstelligen worden de volgende metingen uitgevoerd:
- Het meten van de variaties van de concentraties water, stof en koolstofdioxide in de atmosfeer over de dagen en seizoenen.
- De globale structuur van de atmosfeer karakteriseren.
- Veranderingen aan het oppervlak karakteriseren.
- Locaties waar water of hydrothermische activiteit is zoeken.
- De stratigrafie, ofwel de aardlagen van Mars, de geologische structuren en samenstelling van voorwerpen aan de oppervlakte onderzoeken.
- Het zwaartekrachtveld van Mars in kaart brengen om de kennis over de korst en variaties in de atmosferische massa van Mars te vergroten.
- Metingen uitvoeren onder het oppervlak om meer te weten te komen over aardlagen, waterijsreservoirs en de samenstelling van de poolkappen.

De camera's van de Mars Reconnaissance Orbiter zijn krachtig genoeg om sondes op het oppervlak te fotograferen en men hoopt met de sonde een nieuw licht te kunnen werpen op verloren gegane ruimtesondes als de Mars Polar Lander en de Beagle 2.

## Instrumenten

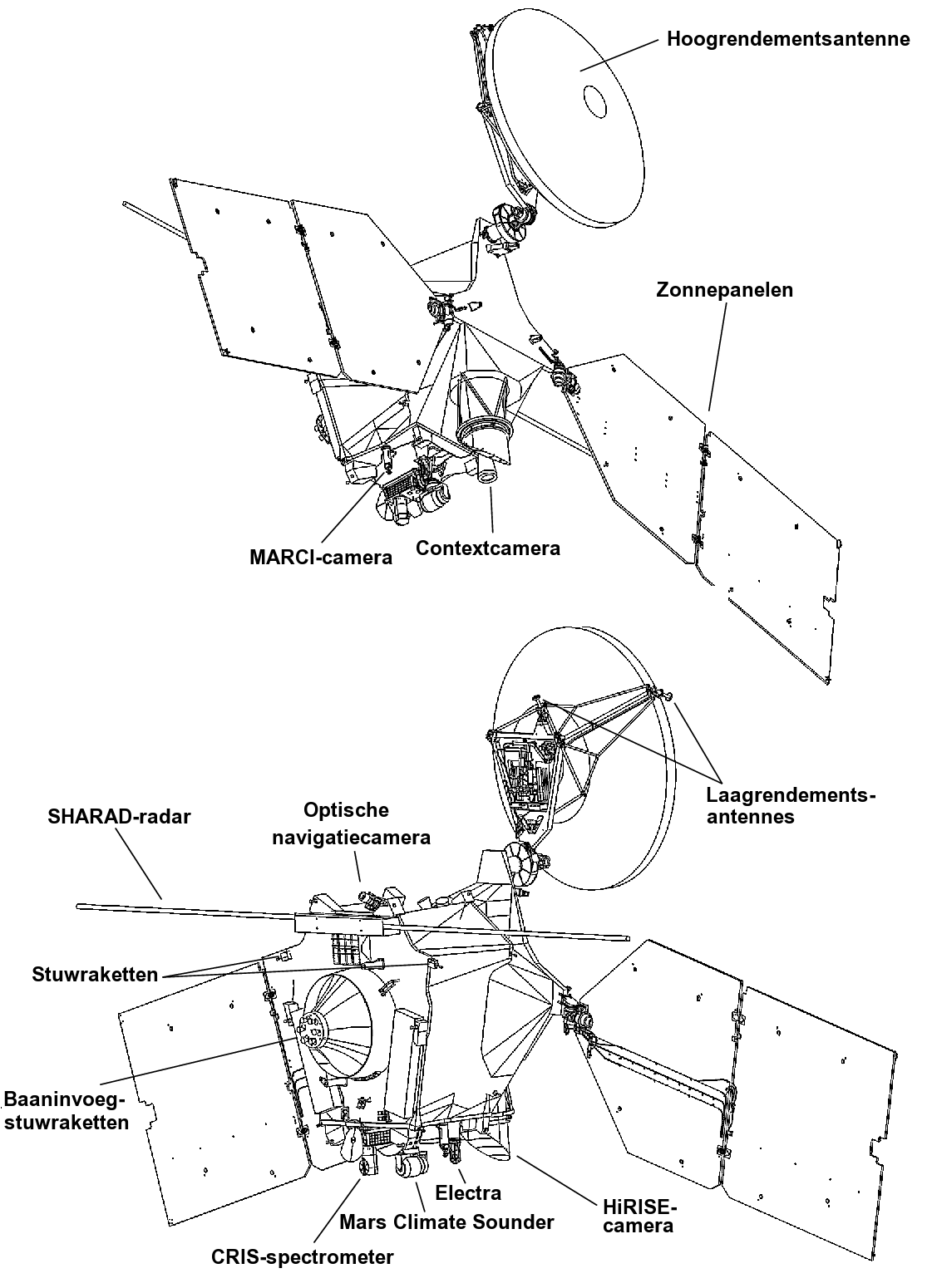
De Mars Reconnaissance Orbiter schematisch

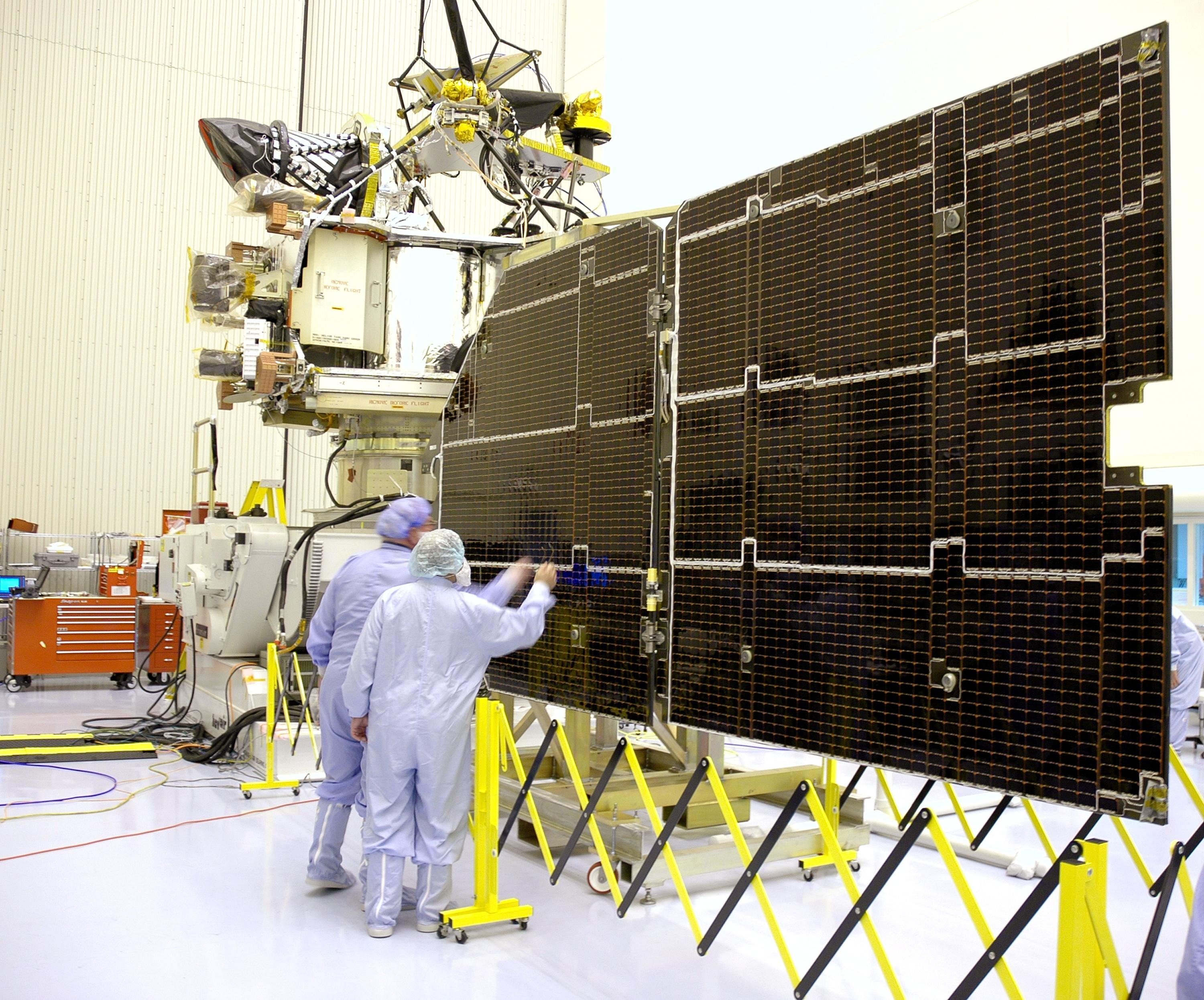
Het zonnepaneel van de Mars Reconnaissance Orbiter

De sonde is uitgerust met de volgende instrumenten:
- HiRISE - Dit is de meest krachtige telescopische camera met een spiegel van 50cm die ooit gebruikt is op een ruimtesonde. Hij kan kenmerken zo klein als een keukentafel weergeven in opnamen die een gebied van 6 km breed bestrijken. De afbeeldingen kunnen in drie verschillende kleuren worden genomen die niet overeenkomen met de kleuren die de kegeltjes in het menselijke oog waarnemen.
- CRIS - Gesteenten op Mars geven licht af in verschillende kleurenspectra, waarbij ieder gesteente zijn unieke spectrapatroon heeft. Met deze spectrometer zal de samenstelling van gesteenten bepaald kunnen worden.
- CTX - De contextcamera neemt opnamen van een gebied van 30km in één keer. Hij zal gebruikt worden om afbeeldingen van de hoge-resolutiecamera of de spectrograaf in hun context te kunnen plaatsen. De camera produceert zwart-witbeelden.
- MARCI - Deze kleurencamera heeft een extreem brede kijkhoek en kan afbeeldingen van horizon tot horizon nemen en wordt gebruikt om globale veranderingen in de atmosfeer en aan het oppervlak op te merken. De camera kan in 7 kleuren in zichtbaar licht en ultraviolet fotograferen, waaronder kleuren die overeenkomen met de kleuren die het menselijk oog waarneemt.
- MCS - Dit instrument bestudeert waterdamp, stof, ijs in de atmosfeer van Mars en de temperaturen die er heersen. Het instrument meet infrarode straling in een zeer breed spectrum.
- SHARAD - Deze radar kan onder het Marsoppervlak kijken tot een diepte van 1 kilometer. Hij zal gebruikt worden om verschillende aardlagen te kunnen identificeren.

Twee extra experimenten welke zonder een speciaal instrument uitgevoerd worden:
- Gravity Investigation - Hierbij wordt de invloed die de zwaartekracht op de sonde heeft nauwkeurig bijgehouden om meer te weten te komen over het zwaartekrachtveld van Mars. Deze sonde is hiervoor interessant omdat hij op een relatief lage hoogte vliegt.
- Atmospheric Structure Investigation - Hierbij wordt tijdens de aerobreakfase van de missie de verticle structuur van de atmosfeer gemeten met de accelerometers van de sonde.

### Elektronica
Het hart van de boordcomputer van de Mars Reconnaissance Orbiter is een op 133 MHz lopende en uit 10,4 miljoen transistoren bestaande 32-bits RAD750-processor. De processor is in feite een tegen ioniserende straling geharde PowerPC-750 G3 en is de opvolger van de RAD6000-processor welke bijvoorbeeld in de Marsrovers Spirit en Opportunity is verwerkt. Alhoewel de snelheid van de processor met 133 MHz in vergelijking met de huidige thuis-PC's zeer nederig lijkt, is deze op dit moment de snelste processor die buiten het magneetveld van de aarde, waar straling en zonnestormen het werk bemoeilijken, betrouwbaar kan werken.
Voor dataopslag beschikt de ruimtesonde over een 20 gigabyte groot flashgeheugen wat bestaat uit meer dan 700 flashchips met een capaciteit van 256 megabit. De opslagcapaciteit is in vergelijking met een afbeelding van de HiRISE-camera, 7,5 megabyte groot, niet bijzonder groot.
De boordcomputer draait het besturingssysteem VxWorks, een werkelijke-tijdbesturingssysteem dat gebruikt is bij vele eerdere ruimtemissies, zoals bij de Mars Exploration Rovers.

## Communicatie

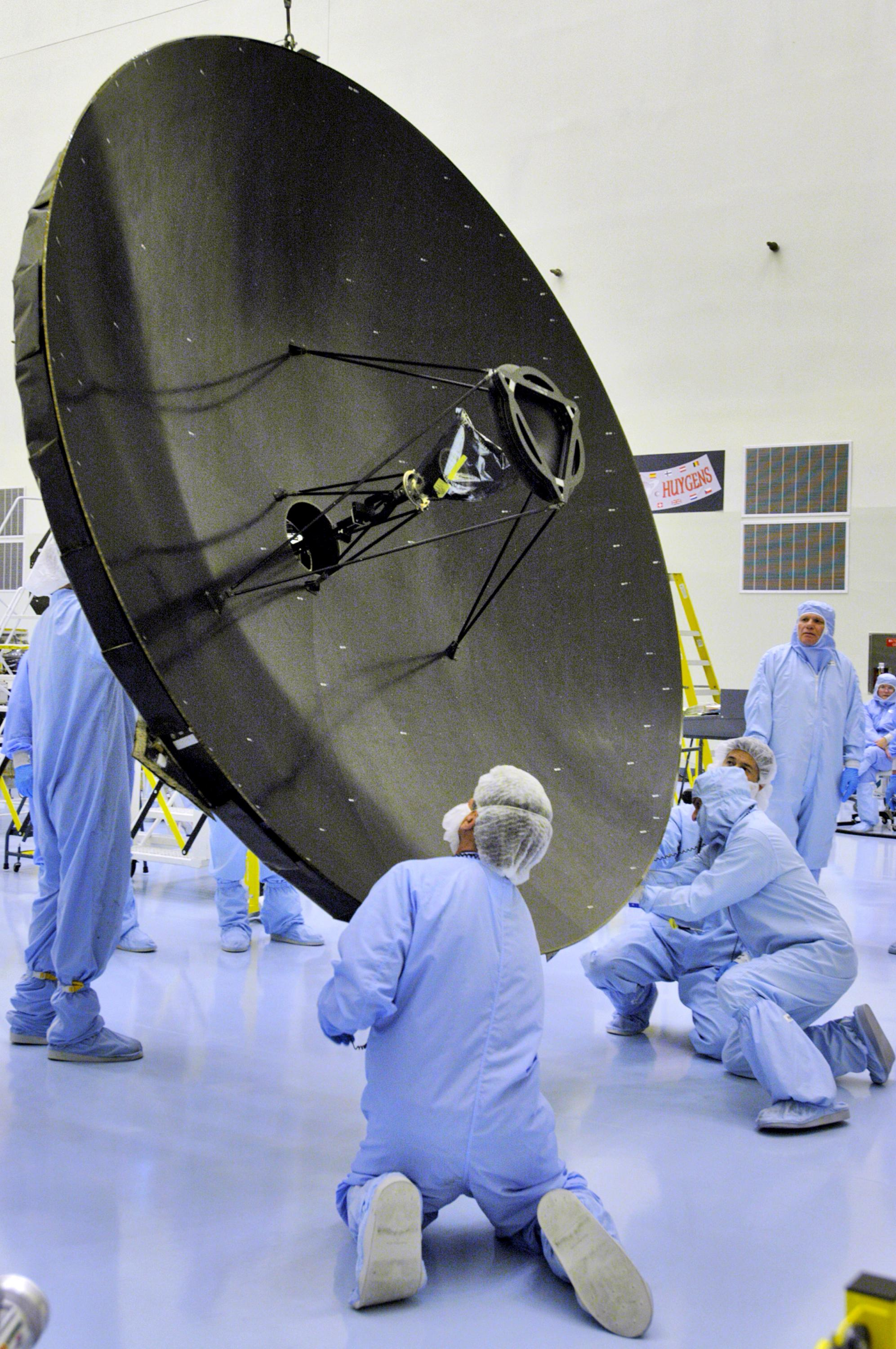
Hoogrendementsantenne

Een belangrijk doel van de Mars Reconnaissance Orbiter is de communicatiecapaciteit met Mars vergroten. Naast de hoge-resolutiebeelden van de sonde zelf zullen toekomstige sondes op het Marsoppervlak veel grotere hoeveelheden gegevens terugsturen. De plannen zijn dat het toekomstige Mars Science Laboratory MPEG-2-videobeelden gaat terugsturen en dus is extra communicatiecapaciteit nodig.
De Mars Reconnaissance Orbiter beschikt naast een traditionele X-bandzender over een Ka-bandzender waarbij grotere hoeveelheden data tegen minder energie verstuurd kunnen worden, met als nadeel dat de kans op storing door water in de atmosfeer van de aarde groter is.
De extra grote zonnepanelen zullen onder andere gebruikt worden om sterkere radiosignalen uit te zenden zodat de verzendsnelheid verder omhoog kan.
Om met ruimtesondes op het oppervlak van Mars te communiceren is een Electrasysteem aanwezig. Het Electrasysteem is een UHF-radiosysteem, dat voor meerdere (Amerikaanse, Europese en Russische) ruimtesondes geschikt is. Daardoor kunnen de ruimtevaartorganisaties samenwerken, om zo veel mogelijk gegevens van het Marsoppervlak naar de aarde te sturen.

## Lancering
De Mars Reconnaissance Orbiter is op 12 augustus 2005 met een Atlas V-401-raket gelanceerd vanaf Lanceercomplex 41 van het Cape Canaveral Air Force Station. De oorspronkelijke lanceerdatum van 10 augustus werd twee keer uitgesteld. Het eerste uitstel was omdat de gyroscopen in de raket signalen afgaven, waardoor men de lancering niet langer aandurfde. Het tweede uitstel was vanwege problemen met een brandstofsensor. De sonde kwam op 10 maart 2006 in een ellipsvormige baan om Mars. Na enkele maanden aerobraking, om in de gewenste cirkelvormige baan rond Mars voor wetenschappelijk onderzoek te komen, kan de wetenschappelijke missie in oktober 2006 beginnen.

## Resultaten
Begin 2012 deden wetenschappers een opvallende ontdekking. Zij stelden dat in een gebied waar de aanwezigheid van water werd vermoed, de getrokken sporen in de grond niet door water of ijs, maar door lava moesten zijn veroorzaakt. In het gebied zijn spiraalvormige sporen van 5 à 30 meter breedte te zien, die niet door water of ijs kunnen zijn gemaakt omdat ze daarvoor te breed zijn. Ze onderzochten meer dan 100 foto's van een gebied genaamd Cerberus Palus nabij de evenaar. Daarop vonden ze meer dan 200 lavasporen.
In 2013 ontdekten onderzoekers van Marsfoto's een mogelijke oorzaak voor de aanwezigheid van geulen op stofduinen. Deze vertonen opgehoogde randen, hebben een lengte van maximaal twee kilometer, een breedte van minder dan tien meter en onder is vaak een holte zichtbaar. Deze werden al opgemerkt op foto's van de Mars Global Surveyor, maar het bleef onduidelijk hoe ze ontstonden. Het is niet aannemelijk dat water deze geulen veroorzaakte aangezien ze plotseling eindigen, zonder dat geërodeerd materiaal zichtbaar is. Uit recentere foto's door de Mars Reconnaissance Orbiter bleek, dat deze geulen ontstaan tijdens de Martiaanse lente op stofduinen waarop zich tijdens de winter kooldioxide-ijs afzet. Deze ijsbrokken breken af en rollen naar beneden waar ze vervolgens verdampen. Middels proefnemingen met CO2-droogijs op Aardse duinen werd duidelijk dat dit ijs onder deze omstandigheden in dusdanige mate sublimeert, dat zich onder het ijsblok een gaslaag vormt die het ijs optilt, waarna het van de helling rolt. Het gas duwt tevens de randen van de geul omhoog. Dit proces vindt plaats op zowel steile als zwakke hellingen.

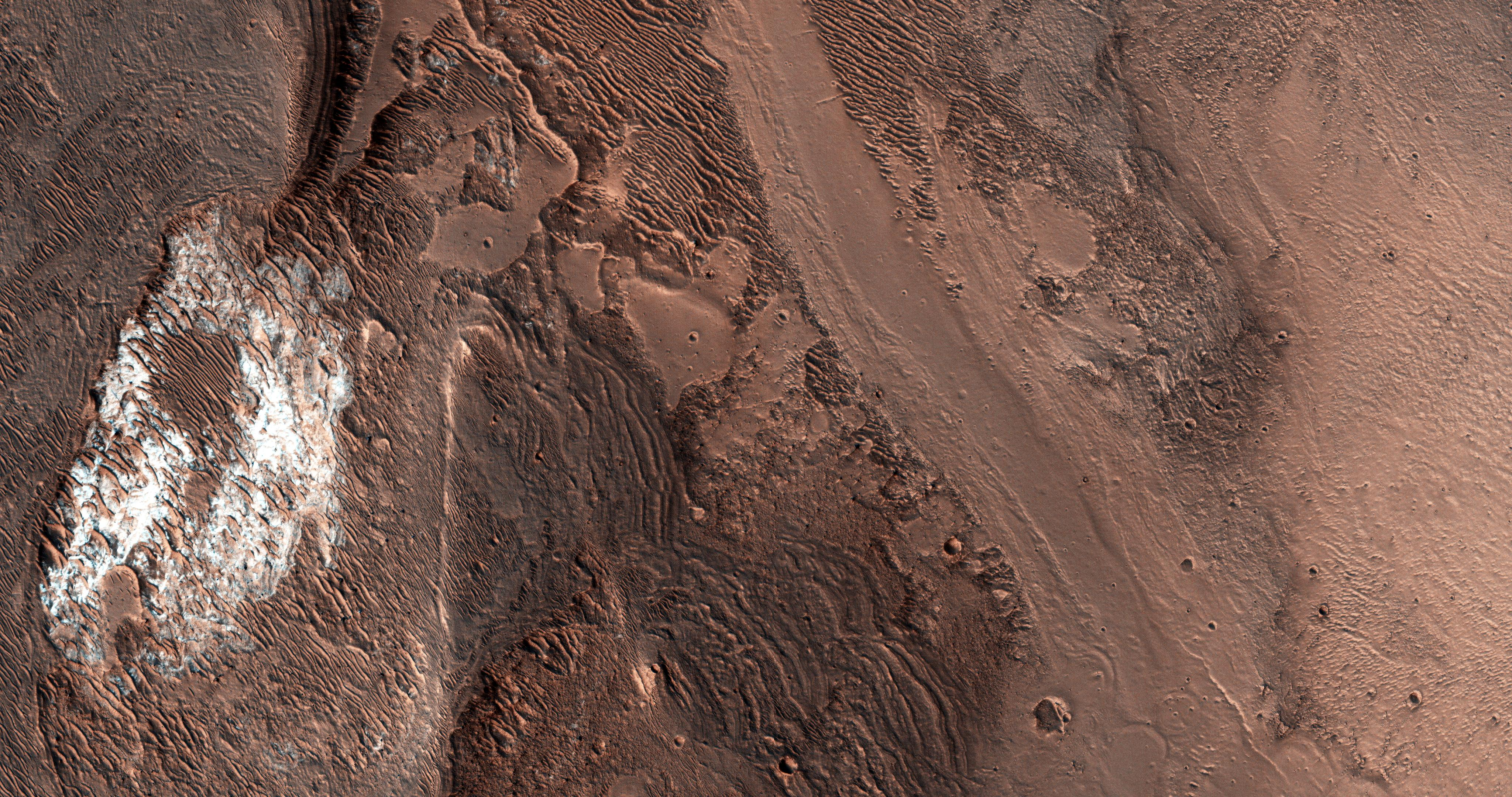
Mars
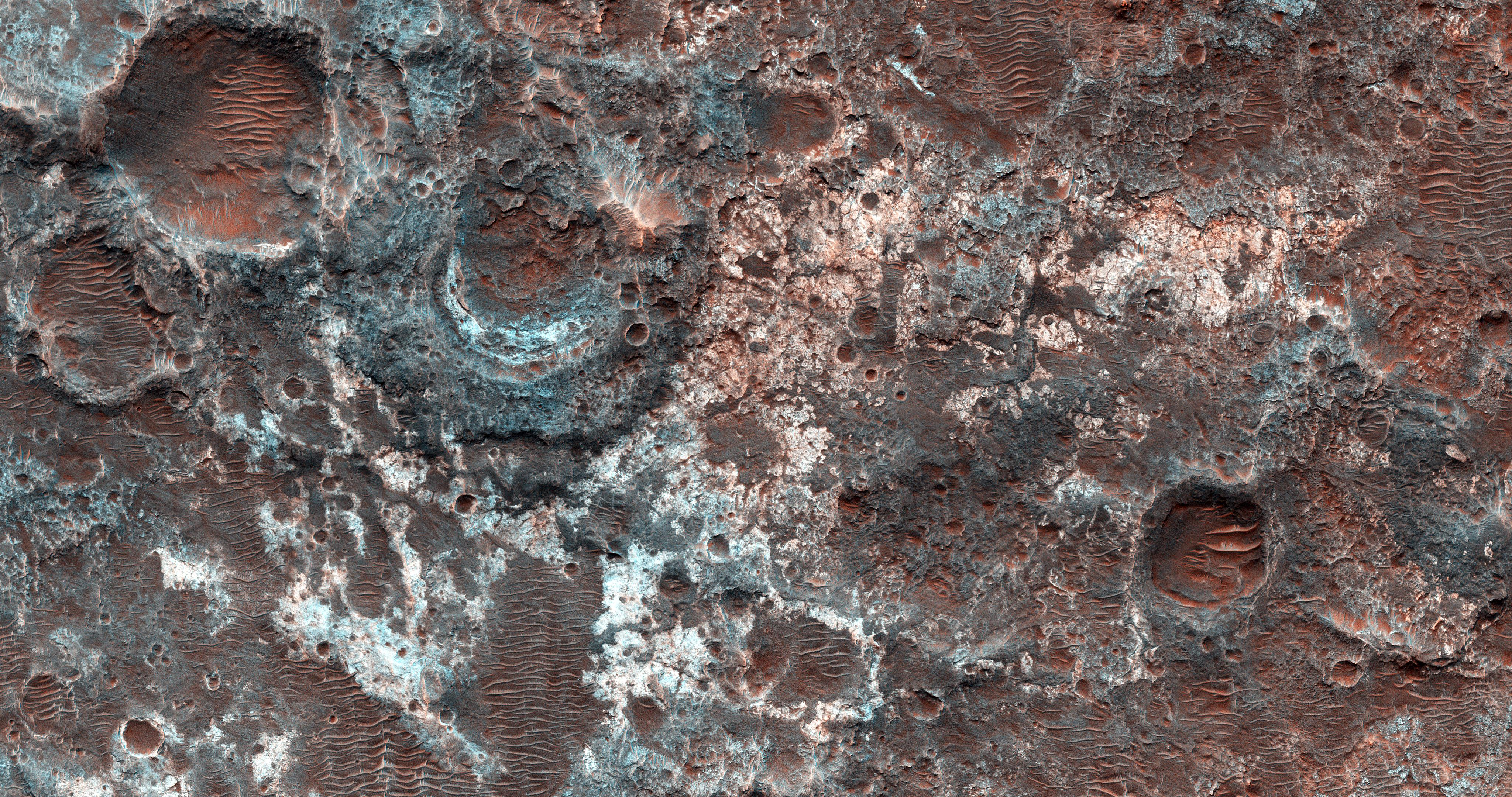
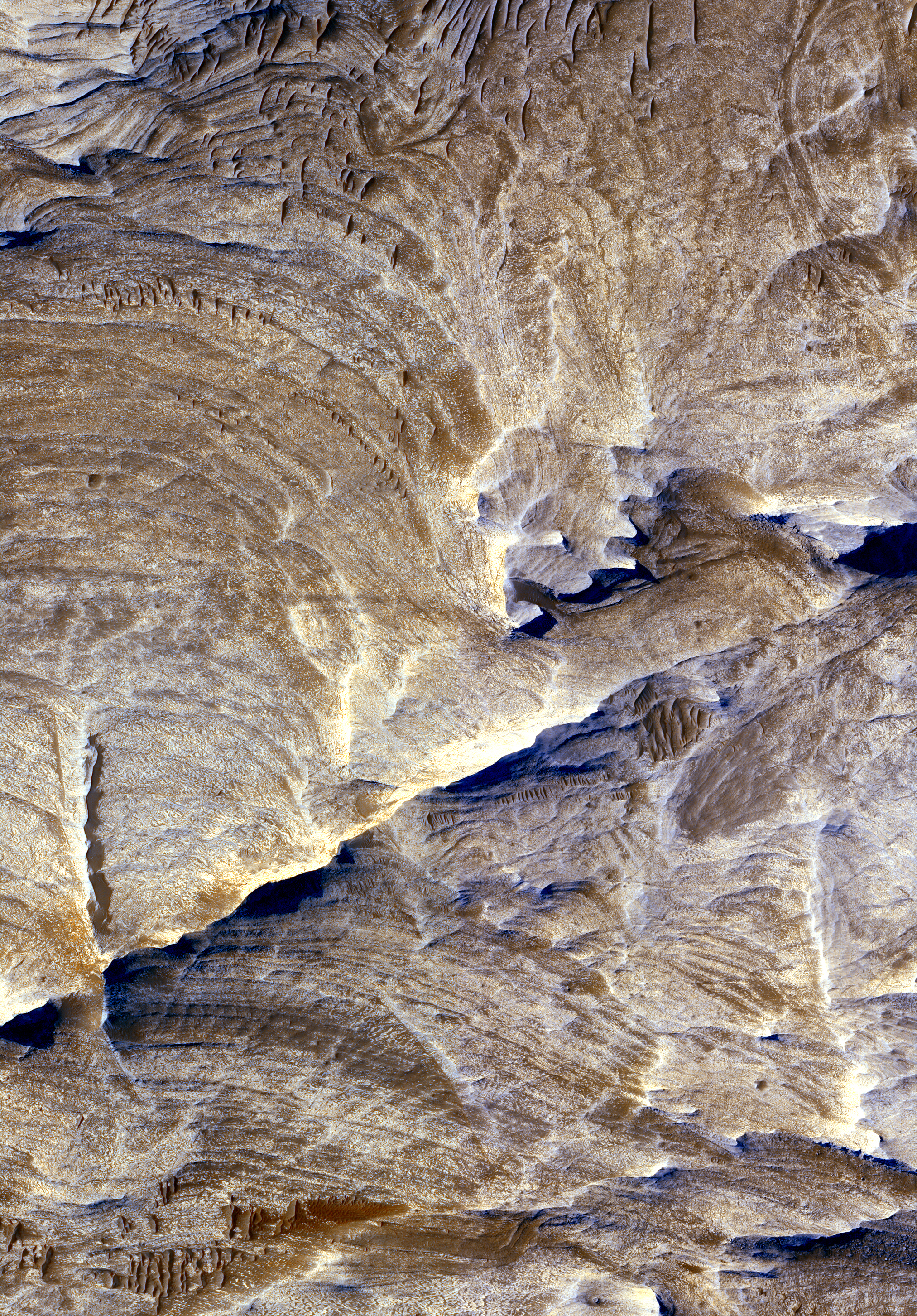
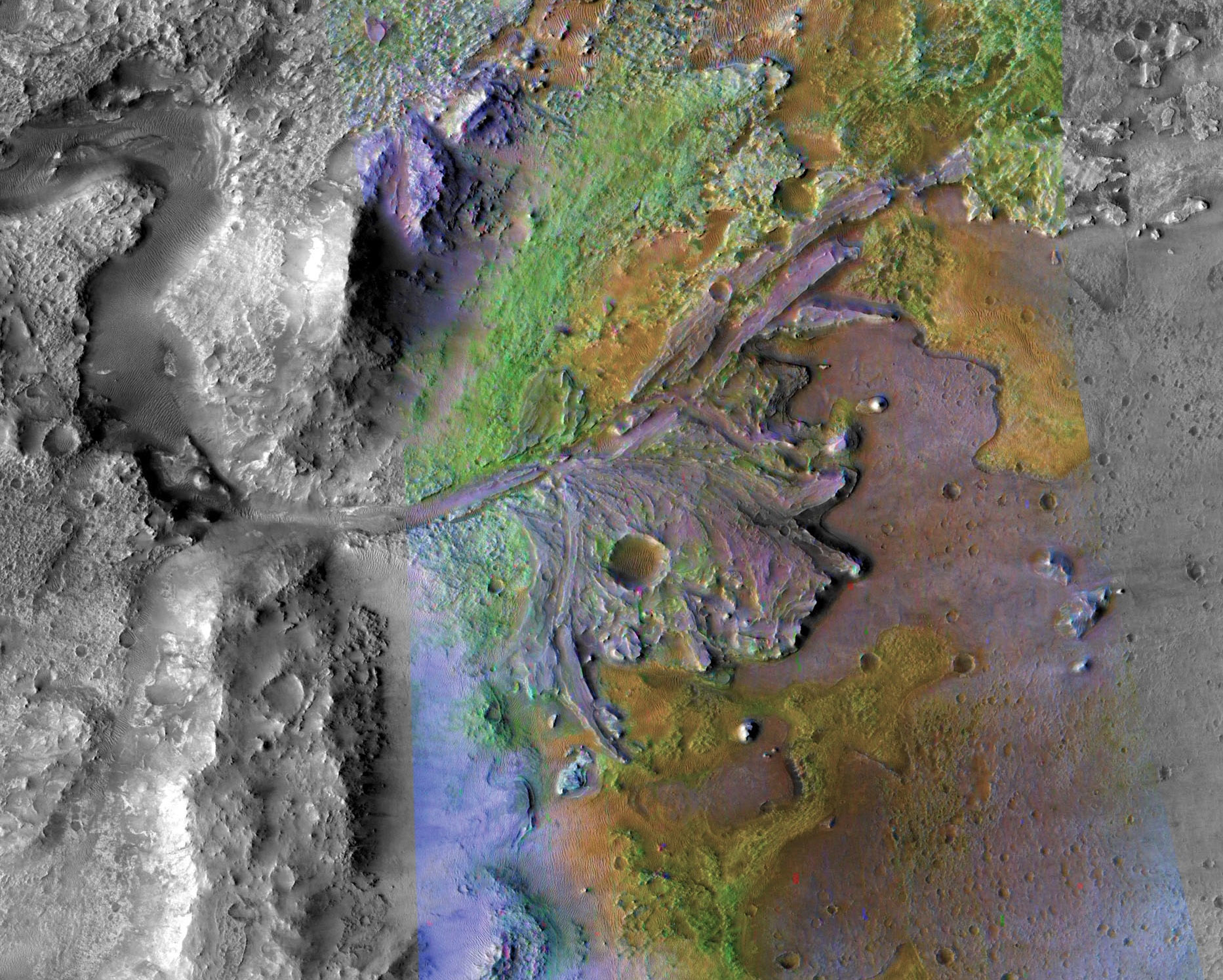

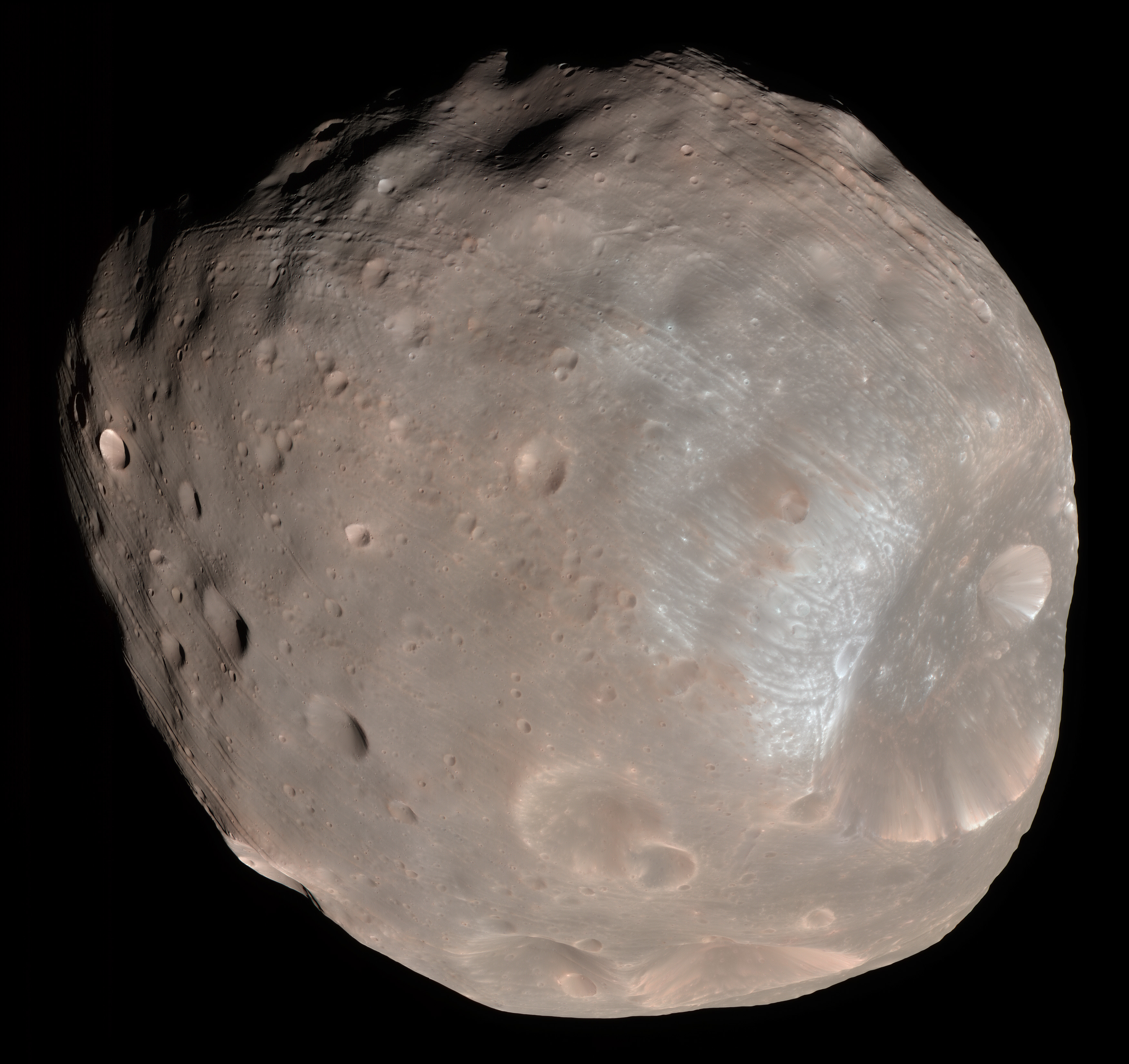
Phobos
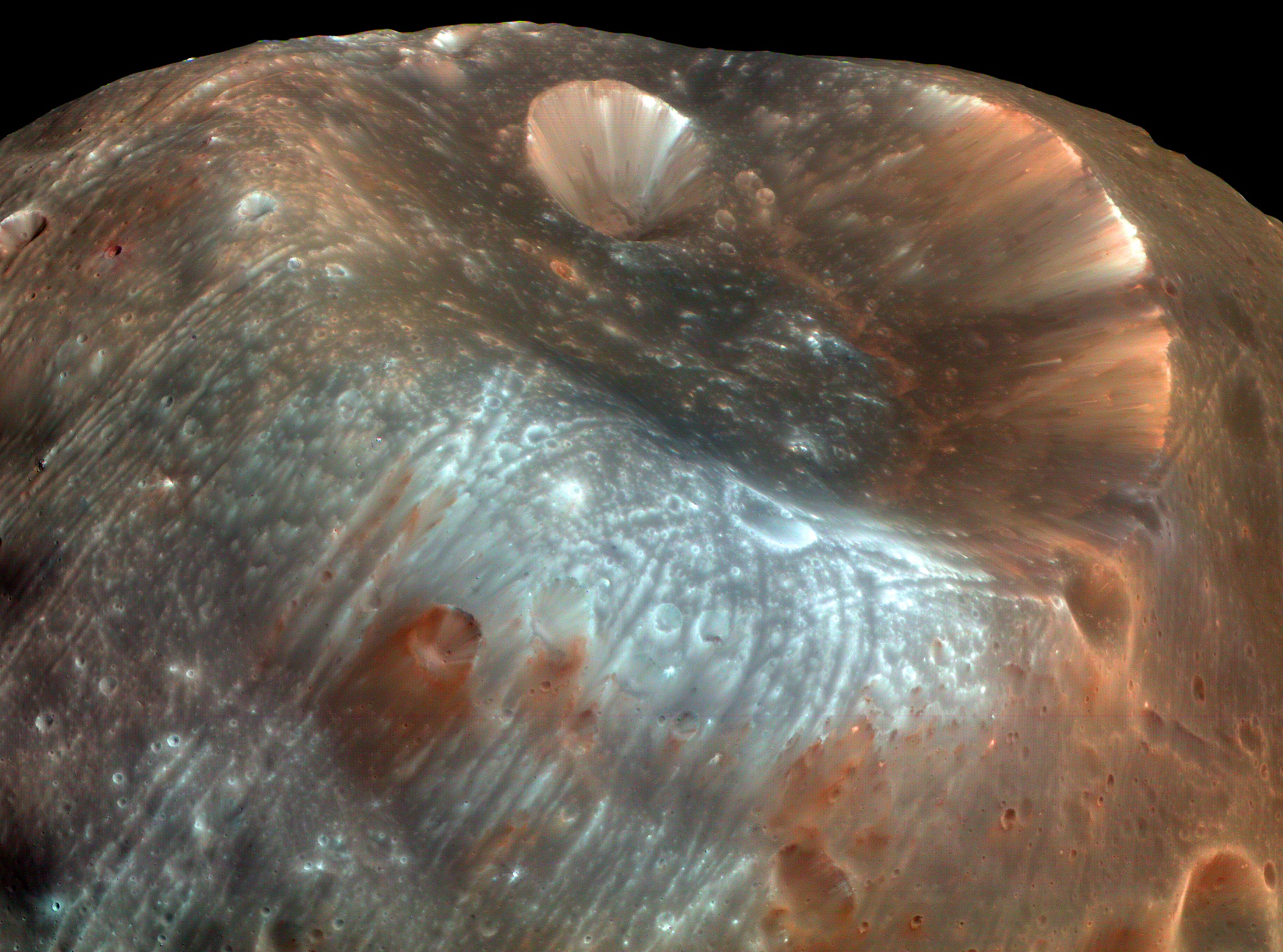
Krater Stickney op Phobos
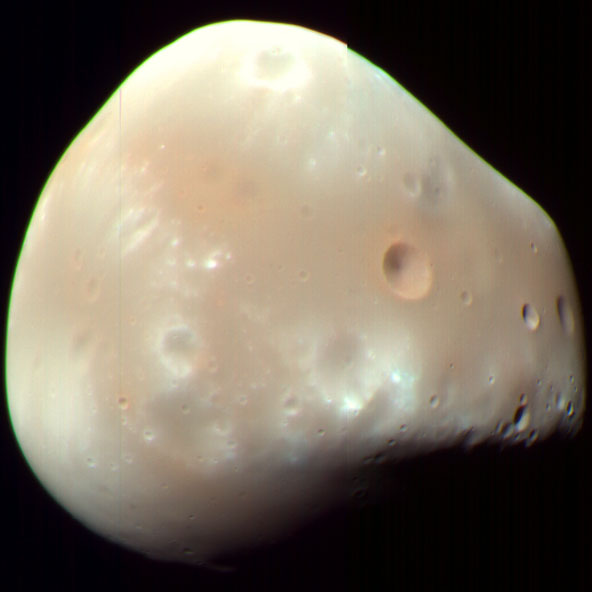
Deimos